# Proxenetism
Proxenetismul este o ocupație care presupune tragerea de foloase din activitatea de prostituție prin îndemnarea sau constrângerea unor anumite persoane să o practice. Prostituția este ilegală în foarte multe țări de pe glob, dar statutul său juridic diferă de la o țară la alta. Această definiție poate fi, uneori mult mai largă decât sensul comun al termenului, ca, de exemplu, în dreptul francez.

## Statut juridic
Proxenetismul este interzis în toate țările în care prostituția este interzisă. În alte țări, proxenetismul este uneori permis atunci când proxenetul se limitează la rolul de „manager” sau de agent comercial, fără exercitarea unei constrângeri. Este interzisă în toate cazurile constrângerea practicării prostituției precum sclavia sexuală sau traficul de ființe umane. 

### Convenții internaționale
Adunarea generală a Organizației Națiunilor Unite a adoptat Convenția pentru reprimarea traficului cu ființe umane și a exploatării prostituirii altuia prin Rezoluția 317 (IV) din 2 decembrie 1949. Convenția a intrat în vigoare la 25 iulie 1951, conform dispozițiilor art. 24. Având în vedere că prostituția este incompatibilă cu demnitatea umană, această convenție invită toate părțile semnatare să pedepsească proxenetismul, precum și pe administratorii și proprietarii de bordeluri, și să elimine orice tratament special de înregistrare a prostituatelor. 
Convenția a fost ratificată de 80 de țări, dar nu și de Germania, Țările de Jos sau Statele Unite ale Americii care nu au participat la semnarea ei. România a aderat la această convenție la 10 decembrie 1954 prin Decretul nr. 482, publicat în Buletinul Oficial al României, Partea I, nr. 46 din 10 decembrie 1954.

### În Europa
Aboliționism - prostituția este legală, dar activități organizate, cum ar fi borderulile și proxenetismul sunt ilegale; prostituția nu este reglementată.
     Neo-aboliționism - e ilegal să cumperi sex și implicarea de către terți, legal să vinzi sex
     Decriminalizare - Nu există pedepse pentru prostituție
     Legalizare - prostituția e legală și se supune legilor
     Prohibiție - prostituția e ilegală
     Legalitatea variază în funcție de legile locale

Aboliționism - prostituția este legală, dar activități organizate, cum ar fi borderulile și proxenetismul sunt ilegale; prostituția nu este reglementată.
Neo-aboliționism - e ilegal să cumperi sex și implicarea de către terți, legal să vinzi sex
Decriminalizare - Nu există pedepse pentru prostituție
Legalizare - prostituția e legală și se supune legilor
Prohibiție - prostituția e ilegală
Legalitatea variază în funcție de legile locale

În Amsterdam prostituția este legală și există instituții care oferă clienților servicii de prostituție. În cazul persoanelor cu vârsta mai mică de 18 ani care practică prostituția în Țările de Jos este ilegal să aibă susținători sau clienți, cu excepția cazului în care clientul este o persoană cu vârsta mai mică de 16 ani. Unele localități din Țările de Jos ar dori să practice o politică de toleranță zero cu privire la bordeluri, din motive morale, dar legea nu le permite. Cu toate acestea, există o serie de reglementări cu privire la numărul și locația caselor de toleranță.
Prostituția nu este ilegală în Bulgaria, dar activitățile asociate cu aceasta (cum ar fi proxenetismul) sunt ilegale.
Prostituția este legală în Danemarca, dar este ilegal să se profite de pe urma prostituției. Prostituția nu este reglementată la fel ca în Țările de Jos; guvernul încearcă prin intermediul serviciilor sociale să le orienteze profesional pe prostituate către alte cariere și încearcă să diminueze activitatea infracțională și celelalte efecte negative cauzate de prostituție.
În Suedia, în Norvegia, în Franța și în Islanda clienții sunt pedepsiți de lege, dar nu și prostituatele.
În Spania activitatea de publicitate a serviciilor de prostituție sau a stabilimentelor dedicate prostituției, în intervalul orar protejat prin lege, este interzisă.

### În Africa
Algeria, Tunisia și Marocul interzic și pedepsesc proxenetismul.

### În America
În Canada prostituția nu este ilegală, dar funcționarea bordelurilor, practicarea unor astfel de servicii în locurile publice și traiul de pe urma veniturilor provenite din prostituție sunt ilegale. Curtea Supremă de Justiție a statului Ontario a invalidat aceste trei dispoziții la solicitarea mai multor prostituate. Această decizie a fost confirmată de Curtea de Apel a statului Ontario în 26 martie 2012, printr-o decizie în cazul Bedford, care a declarat invalide cele trei dispoziții deoarece aduc atingere dreptului la siguranță financiară a persoanei garantate prin articolul 7 al Constituției Canadei.
În Statele Unite ale Americii prostituția este interzisă în aproape toate statele, dar practicarea ei este permisă în bordelurile din mai multe comitate ale statului Nevada.

### În Asia

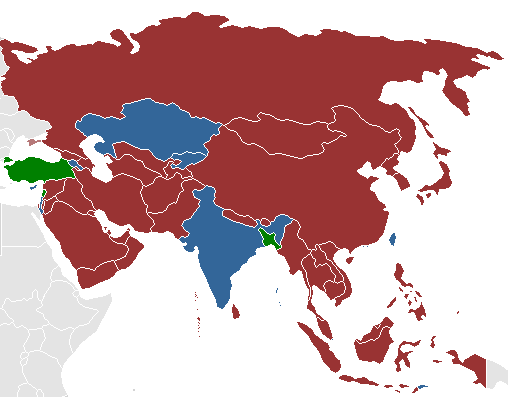
Prostituție legală și reglementată
Prostituție (oferirea de bani pentru relații sexuale) tolerată, dar nereglementată, iar activitățile organizate (funcționarea bordelurilor sau activitatea de proxenetism) sunt ilegale.
Prostituție ilegală
Lipsă informații

Prostituție legală și reglementată
     Prostituție (oferirea de bani pentru relații sexuale) tolerată, dar nereglementată, iar activitățile organizate (funcționarea bordelurilor sau activitatea de proxenetism) sunt ilegale.
     Prostituție ilegală
     Lipsă informații